# Miasteczko Krajeńskie (gemeente)
De gemeente Miasteczko Krajeńskie is een landgemeente in het Poolse woiwodschap Groot-Polen, in powiat Pilski.
De zetel van de gemeente is in Miasteczko Krajeńskie.
Op 30 juni 2004 telde de gemeente 3192 inwoners.

## Oppervlakte gegevens
In 2002 bedroeg de totale oppervlakte van gemeente Miasteczko Krajeńskie 70,72 km², waarvan:
- agrarisch gebied: 63%
- bossen: 26%

De gemeente beslaat 5,58% van de totale oppervlakte van de powiat.

## Demografie
Stand op 30 juni 2004:
| Omschrijving                   | Totaal | Totaal | Vrouwen | Vrouwen | Mannen | Mannen |
| ------------------------------ | ------ | ------ | ------- | ------- | ------ | ------ |
| eenheid                        | aantal | %      | aantal  | %       | aantal | %      |
| inwoners                       | 3192   | 100    | 1582    | 49,6    | 1610   | 50,4   |
| bevolkingsdichtheid (inw./km²) | 45,1   | 45,1   | 22,4    | 22,4    | 22,8   | 22,8   |

In 2002 bedroeg het gemiddelde inkomen per inwoner 1452,58 zł.

## Administratieve plaatsen (sołectwo)
Arentowo, Brzostowo, Grabionna, Grabówno, Miasteczko-Huby, Miasteczko Krajeńskie, Okaliniec, Wolsko.
Zonder de status sołectwo : Solnówek.

## Aangrenzende gemeenten
Białośliwie, Chodzież, Kaczory, Szamocin, Wysoka
- Virtual International Authority File: 32154074384511740508